# Francesco Gonzaga (1538-1566)
Francesco Gonzaga (Palerm, Sicília, llavors al Regne de Nàpols, 6 de desembre de 1538 - Roma, 6 de gener de 1566) va ser un cardenal italià del segle XVI.
Era fill del comte Ferrante Gonzaga de Guastalla, un nebot del cardinal Ercole Gonzaga (1505) i germà del cardenal Giovanni Vincenzo Gonzaga (1578). Altres cardenals de la família són Francesco Gonzaga (1461), Pirro Gonzaga (1527), Scipione Gonzaga (1587), Ferran I Gonzaga (1607) i Vincenzo Gonzaga (1615).

## Biografia
Francesco Gonzaga va ser arxipreste de Guastalla, abat comendatari d'Acquanegra i protonotari apostòlic.
Pius IV el fa cardenal en el Consistori papal del 26 de febrer de 1561. El cardenal Gonzaga va ser legat a Campiglia Marittima. Va ser arquebisbe de Cosenza de 1562 a 1565 i bisbe de Màntua l'any 1565.
El cardenal Gonzaga participa al Conclave de 1565–1566 (elecció de Pius V) i mor durant la celebració del nou papa.